# Uncle Sam (zanger)
Uncle Sam (Detroit (Michigan), 31 Mei 1971), geboren als Sam Turner, is een Afrikaans Amerikaanse R&B zanger. Hij stond onder contract van Boyz II Men's Stonecreek Records (gedistribueerd door Columbia Records). In totaal heeft hij vijf albums uitgebracht tussen 1993 en 1997. Zijn enige Top 40 hit in de US POP Charts was I Don't Ever Want to See You Again (samen met Michael McCary) dat op plaats #6 en in de R&B Charts op #2 kwam.

## Discografie

### Albums
- september 1993: Fourteen Women ... Fifteen Days
- januari 1996: Baby You Are
- oktober 1997: Uncle Sam
- mei 2007: The InterMission Is Ova

### Singles
- 1997: Can You Feel It (R&B #86)
- 1997: I Don't Ever Want to See You Again (US #6, R&B # 2)
- 1998: When I See You Smile